# Jean-Baptiste Leblond
Pour les articles homonymes, voir Leblond.
Jean-Baptiste Leblond est un physicien français, né le 21 mai 1957 à Boulogne-Billancourt. Spécialisé en mécanique, il est membre du laboratoire de modélisation en mécanique de Sorbonne Université et professeur dans la même université.

## Biographie
Leblond suit ses classes préparatoires scientifiques, notamment en classe de mathématiques spéciales M', au lycée Louis-le-Grand et est admis à l'École normale supérieure de la rue d’Ulm, option mathématiques, en 1976. Il intègre ensuite le Corps des mines puis devient docteur ès sciences physiques.
Depuis 2005, il est membre de l'Académie des sciences, et membre fondateur de l'Académie des technologies (2000). Il est membre sénior de l'Institut universitaire de France.

## Domaines scientifiques abordés
- Modélisation des cinétiques des transformations à l’état solide dans les aciers et alliages. Le modèle classique de Leblond[4] repose essentiellement sur la notion de proportions des phases à l’équilibre thermodynamique, et d’écart à ces proportions.
- Analyse théorique et modélisation de la plasticité de transformation des aciers et alliages, sur la base du mécanisme proposé par Greenwood et Johnson en 1965. La première approche classique du problème de Leblond[5] a été récemment reprise[6] en combinant les théories de l’homogénéisation et de l’analyse-limite.
- Simulation numérique des traitements thermomécaniques des aciers et alliages (soudage, trempe…). Initialement limitées à la partie solide de la structure, ces simulations ont été étendues à la modélisation de l’écoulement du fluide et de la chaleur dans le bain fondu, en incluant notamment les effets de tension superficielle[7],[8].
- Trajets de propagation des fissures en mécanique linéaire de la rupture fragile, 2D et 3D. Une des questions les plus difficiles examinées par Leblond est celle de l’interprétation et de l’explication de la fragmentation des fronts de fissures dans les matériaux fragiles en cas de chargement en mode mixte partiel I+III ou général I+II+III[9].
- Rupture ductile des métaux. Les problèmes examinés comprennent entre autres les effets de forme des cavités[10],[11],[12] et l’analyse théorique et la modélisation de leur coalescence, prélude à la formation ou la propagation d’une fissure macroscopique. La référence[13] donne une synthèse des travaux.
- Phénomènes de diffusion/réaction dans les solides, avec en particulier application à l’oxydation interne des plaques métalliques. Une avancée majeure consiste en une prédiction ab initio, sans paramètre ajustable, de la transition de l’oxydation interne vers l’oxydation externe (limitée à la surface du matériau)[14],[15].
- Méthodes numériques avancées en mécanique des solides et métallurgie. Des efforts particuliers ont été consacrés au développement de méthodes d’éléments finis sans points de Gauss, comportant une technique d’intégration nodale présentant divers avantages.

## Théorie cinétique de Leblond
Il s’agit d'une approche établie par Leblond dans le cadre de ses travaux sur les transformations de phase.
La théorie propose un modèle d'évolution pour quantifier la composition des différentes phases d'un matériau cristallin durant un traitement thermique.
La méthode se fonde sur les diagrammes TRC (Transformations en Refroidissement Continu) établis de manière expérimentale pour composer les diagrammes TTT (Temps-Température-Transformation), lesquels sont très utilisés notamment pour la simulation numérique ou pour la fabrication de pièces industrielles.
La théorie pose la fraction volumique équivalente d'un constituant {\displaystyle y_{eq}} comme la solution stationnaire des équations d'évolution décrivant la cinétique de changement de phase :
{\displaystyle {\dot {y}}=f(y,T)\quad et\quad f(y_{eq},T)=0\,\rightarrow } solution stationnaire
On suppose ensuite en condition anisotherme que la fraction réelle {\displaystyle y} est proche de {\displaystyle y_{eq}}, il est alors possible d'avoisiner la valeur réelle {\displaystyle y} par un développement de Taylor à l'ordre 1 :
{\displaystyle f(y,T)=f(y_{eq},T)+{\frac {\partial f(y_{eq},T)}{\partial y}}(y-y_{eq})}
L'évolution est donnée par :
{\displaystyle {\dot {y}}={\frac {y-y_{eq}}{\tau (T)}}\quad et\quad {\frac {1}{\tau }}=-{\frac {\partial f(y_{eq},T)}{\partial y}}}
{\displaystyle \tau } se détermine de par la période d'incubation (temps critique) et d'autre part avec les vitesse de refroidissement {\displaystyle {\dot {T}}}.
Il existe également d'autres formalismes comme la théorie de Kirkaldy, Johnson-Mehl-Avrami ou encore celle de Waeckel. Un des plus classiques, assez ancien, est celui de Johnson-Mehl-Avrami. Le modèle proposé par Jean-Baptiste Leblod s'appuie en fait sur ce modèle classique en le généralisant sur deux points : 1) il considère un nombre quelconque de phases et de transformations entre ces phases, et non seulement deux phases et une seule transformation ; 2) les transformations peuvent rester, au bout d'un temps infiniment long, partielles, et non nécessairement complètes comme dans le modèle de Johnson-Mehl-Avrami (ceci est lié à l'existence, dans le nouveau modèle, de fractions "à l'équilibre" des phases vers lesquelles le système évolue au bout d'un temps infini, non nécessairement égales à 0 ou 1 mais pouvant prendre n'importe quelle valeur entre ces bornes).
Le modèle Leblond est pensé en fonction des applications aux traitements thermométallurgiques des aciers ; c'est ce qui explique son succès auprès des modélisateurs de ces traitements.

## Prix et distinctions honorifiques
- 3ème prix aux Olympiades Internationales de Mathématiques (RDA, 1974).
- 3ème prix aux Olympiades Internationales de Mathématiques (Bulgarie, 1975).
- Prix Jeune Chercheur de la DRET (Direction des Études et Recherches) (1987).
- Prix Jean Mandel de l’École des Mines de Paris (1989).
- Prix Fourneyron de l'Académie des sciences (1993).
- Membre junior de l'Institut Universitaire de France (1993 - 1998).
- Correspondant de l'Académie des sciences, section des Sciences Mécaniques et Informatiques (1997 - 2005).
- Membre fondateur de l'Académie des technologies (depuis 2000).
- Membre de l'Académie des sciences, section des Sciences Mécaniques et Informatiques (depuis 2005).
- Membre senior de l'Institut Universitaire de France (2007-2017).
- Chevalier de l'Ordre des Palmes Académiques (depuis 2011).
- Fellow of the European Mechanics Society (depuis 2012).

## Articles de synthèse et ouvrages
- G. Perrin, J.B. Leblond, Rudnicki and Rice's analysis of strain localization revisited, ASME Journal of Applied Mechanics, 60, 842-846 (1993).
- M. Gologanu, J.B. Leblond, G. Perrin, J. Devaux, Recent extensions of Gurson's model for porous ductile metals, in: Continuum Micromechanics, CISM Courses and Lectures n° 377, P. Suquet, ed., Springer-Verlag, pp. 61-130 (1997).
- J.B. Leblond, Rupture fragile et rupture ductile, Comptes-Rendus de l'Académie des Sciences, Série IIb, 326, 243-250 (conférence invitée à l’Académie des Sciences) (1998).
- J.B. Leblond, Mécanique de la Rupture Fragile et Ductile, Collection Etudes en Mécanique des Matériaux et des Structures, Hermès (2003).
- A. Benzerga, J.B. Leblond, Ductile fracture by void growth to coalescence, Advances in Applied Mechanics, 44, 169-305 (2010).
- A. Benzerga, J.B. Leblond, A. Needleman, V. Tvergaard, Ductile failure modeling,  International Journal of Fracture, 201, 29-80 (2016).
- J.B. Leblond, D. Kondo, L. Morin, A. Remmal, Classical and sequential limit-analysis revisited, Comptes-Rendus Mécanique, 346, 336-349 (2018).
- J.B. Leblond, Perturbations of cracks, à paraître dans la Collection CISM Courses and Lectures, L. Ponson, ed., Springer-Verlag.